# Ваппу

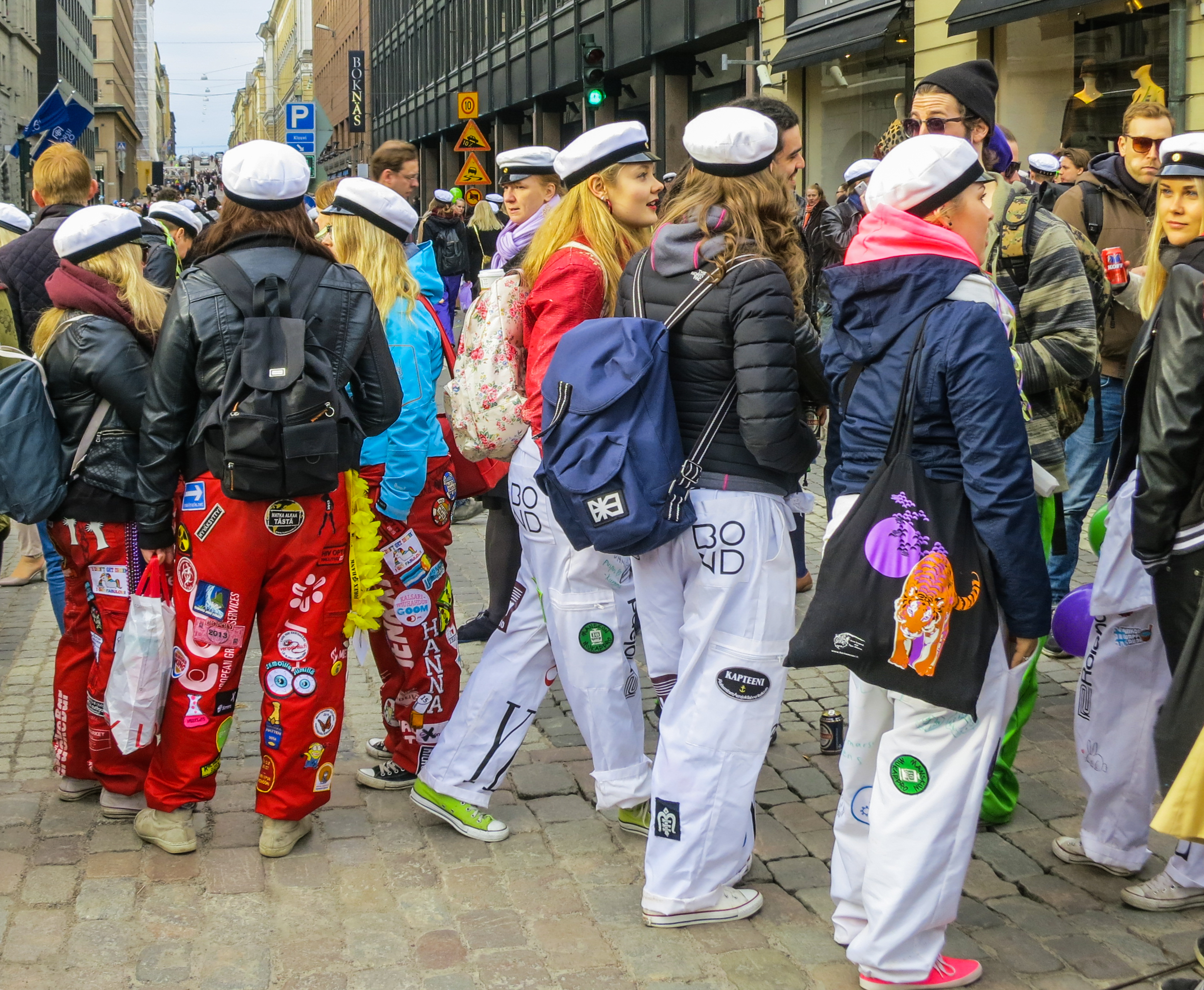

Ва́ппу (фін. Vappu) — щорічне свято, що відзначається у Фінляндії 1 травня. Ваппу належить до числа першотравневих свят, які відзначаються в багатьох, переважно європейських, країнах. Святкування Ваппу в сучасній Фінляндії поєднує народні традиції зустрічі пізньої весни з висхідними до XX століття традиціями прояви солідарності працівників і студентів.

## Історія

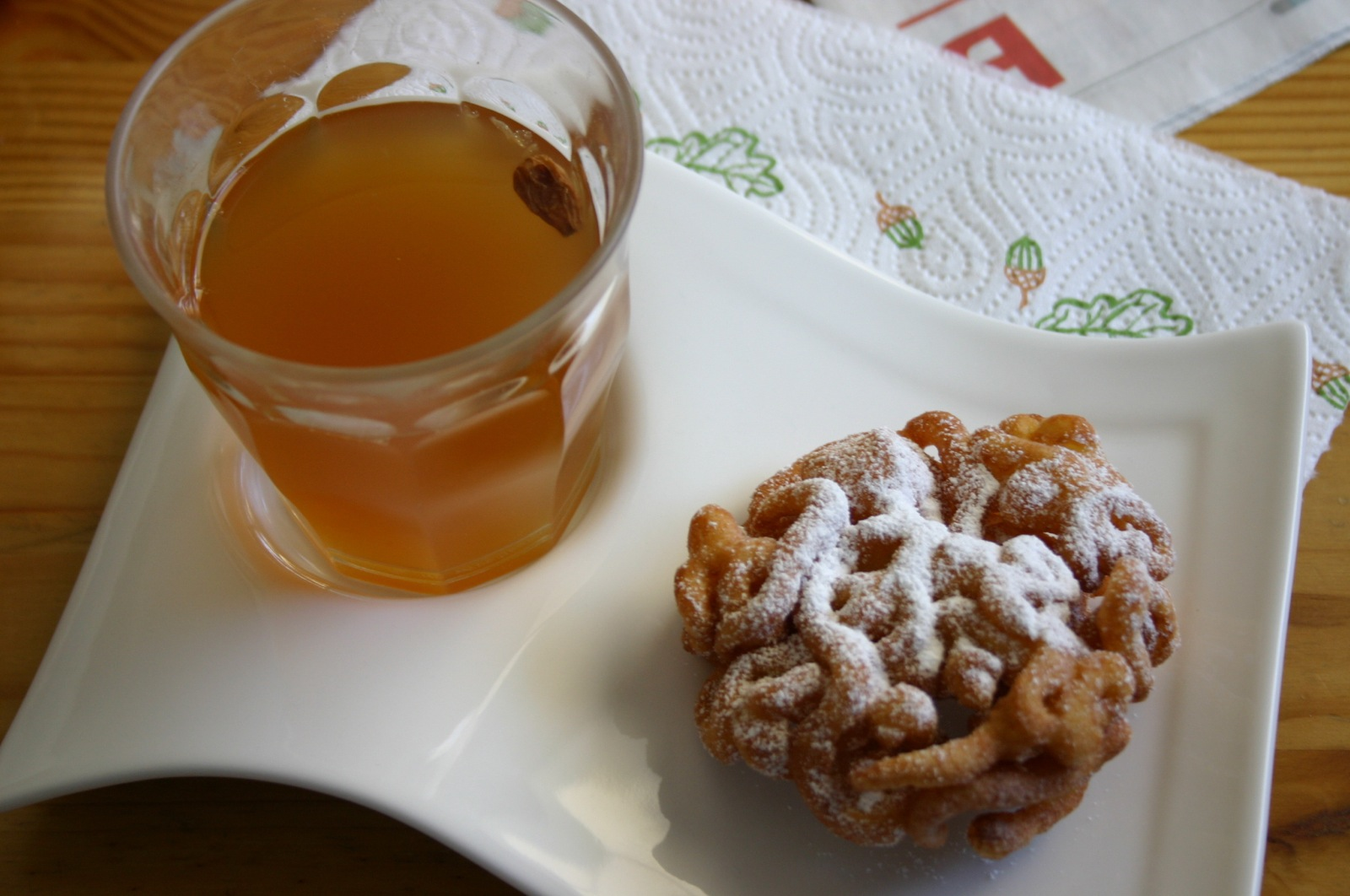
Сіма і фінський аналог вергунів (традиційне частування на Ваппу)

З 1979 року Ваппу - офіційний вихідний день (свято праці), під час якого вивішують державний прапор.
Однією з традицій початку святкування в Гельсінкі є надягання 30 квітня ввечері білих кашкетів абітурієнта на пам'ятник Хавіс-Аманда. На події збирається до 20-30 тисяч людей